# Моррисон, Джон Трейси
Джон Тре́йси Мо́ррисон (англ. Moses Alexander; 25 декабря 1860, округ Джефферсон, Пенсильвания — 20 декабря 1915, Бойсе, Айдахо) — 6-й губернатор штата Айдахо.

## Биография
Джон Трейси Моррисон родился 25 декабря 1860 года в округе Джефферсон штата Пенсильвания. Он обучался в колледже города Вустер штата Огайо, получив в 1887 году степень бакалавра гуманитарных наук. На протяжении следующего года Моррисон занимался преподаванием. После этого он поступил в юридическую школу при Корнеллском университете. В 1890 году Моррисон переехал в город Колдуэлл штата Айдахо, где занимался юридической практикой.
Будучи глубоко преданным пресвитерианству, Моррисон активно участвовал в основании пресвитерианского Колледжа Айдахо, в котором впоследствии преподавал в течение двух лет. Помимо этого, Моррисон стал одним из основателей банков в Колдуэлле и в городке Вейл в соседнем штате Орегон. Кроме того, на протяжении десяти лет, с 1893 по 1903 годы, он входил в совет попечителей основанного им колледжа.
Дважды, в 1896 и в 1900 годах, Моррисон избирался в легислатуру Айдахо, но оба раза неудачно. Однако в 1902 году ему от республиканской партии удалось победить на выборах губернатора Айдахо. За время его губернаторства в Льюистоне был основан верховный суд Айдахо; в городе Сент-Энтони построен реформаторий; принят акт, регулирующий деятельность иностранных компаний; создано несколько ведомств. Моррисон выставил свою кандидатуру на следующих губернаторских выборах, однако проиграл. После этого он отошёл от политики и вновь занялся юридической практикой.
Джон Моррисон был женат на Грейс Мэки. Он скончался в Бойсе 20 декабря 1915 года.